# Чубак (ерик)
Чубак (Чубок) — ерик в России, протекает по территории Кеслеровского сельского поселения Крымского района Краснодарского края.
Правый приток реки Непиль (Непитль).

## Название
Название ерика произошло от (адыг. Цубэкъо («цу» (вол) + «бэ» (много) + «къо» (балка) = «воловья балка»), либо от тюрк. Чубук — деревянный наконечник (либо имя собственное), либо от слова Чубук — виноградный черепок (кусок лозы).

## Географические сведения
Длина водотока — приблизительно 10 км. Исток находится на высоте 150 метров, возле х. Садовый. Устье ерика — река Непиль, рядом с х. Весёлый, на высоте 9 м.
Возле ерика расположены поселения:
- х. Красная Батарея
- х. Павловский
- х. Красный Октябрь
- х. Садовый
- х. Весёлый

На трассе 03А-009 «Крымск — Джигинка», возле хутора Павловский, через ерик построен мост.